# Гиочел (Прахова)
Гиочел (рум. Ghiocel) насеље је у Румунији у округу Прахова у општини Подениј Ној. Oпштина се налази на надморској висини од 207 m.

## Становништво
Према подацима из 2002. године у насељу је живело 276 становника, од којих су сви румунске националности.